# Galligrasseuil
Galligrasseuil est un mot-valise qui désigne trois des principales maisons d'édition de roman françaises, parfois qualifiées de triumvirat : Gallimard, Grasset et Éditions du Seuil.
Ce mot ironique, souvent utilisé par l'hebdomadaire satirique Le Canard enchaîné, provient de la polémique au sujet de ces maisons d'édition à qui on attribue une entente sur le partage du marché de l'édition en France et l'attribution des prix littéraires,, plus particulièrement le Goncourt. Cette situation oligopolistique résulte notamment de la concentration des éditions au cours du XXe siècle.

## Utilisations
Les journalistes francophones et étrangers couvrant les remises de prix de la saison littéraire parisienne auraient repris son usage dès les années 1960[réf. nécessaire].
Roger Peyrefitte dans son livre L'Illustre Écrivain, paru en 1982 (page 162), attribue l'invention de cette expression au journaliste et écrivain Bernard Frank.
Galligrasseuil apparaît aussi en 1989 dans l'ouvrage satirique Paris, France du journaliste et écrivain québécois Louis-Bernard Robitaille. L'expression sera reprise en 1996 dans la nouvelle Français, Françaises de l'écrivain québécoise Monique Proulx.

## Sources